# Wijnbouw in Frankrijk

Gebieden in Frankrijk waar wijnbouw een belangrijke sector is.

Frankrijk is zowel qua volume als qua omzet een van de grootste producenten van wijn in de wereld. Concurrentie in volume en omzet heeft Frankrijk voornamelijk van Italië. Spanje, een ander land dat tot de oude wereld behoort op wijngebied, is een concurrent wanneer het gaat om beplante hectares met wijnstokken.

## Geschiedenis
De wijnbouwcultuur is waarschijnlijk ontstaan in het gebied ten zuiden van de Kaukasus en in Oost-Anatolië.
De eerste wijnbouw in Frankrijk is te danken aan Griekse kolonisten uit Klein-Azië die in de 6e eeuw v. Chr. de handelsnederzetting Massilia (Marseille) stichtten en er ook enkele wijngaarden aanlegden. De wijnbouwcultuur van Noord-Frankrijk en andere delen van Midden- en Noordwest-Europa werd door de Romeinen ontwikkeld.
Europa is veruit de belangrijkste wijnproducent. Italië en Frankrijk zijn de belangrijkste productielanden.

## Kwaliteitsindeling
Frankrijk kent een indeling in drie groepen voor zijn wijn. Van laag naar hoog:
1. Vin de France, voorheen Vin de Table
2. Indication Géographique Protégée (IGP), voorheen: Vin de pays / Landwijn met geografische herkomstbenaming
3. Appellation d'Origine Contrôlée (AOC), met op Europees niveau Appellation d'Origine Protégée (AOP)

Het label Vin Délimité de Qualité Supérieure (VDQS) is sinds 31 december 2011 afgeschaft.

### Classificatie geschiedenis
Frankrijk kent al lang een systeem waarbij een wettelijk beschermde naam wordt toegestaan als wordt voldaan aan verschillende voorwaarden als wijngebied, wijnstokken die gebruikt worden en eventueel in welke verhouding, maximale opbrengst per hectare en alcoholpercentage. De beste kwaliteit is Appellation d'Origine Contrôlée (AOC) en Vins Délimités de Qualité Supérieure (VDQS, niet meer in gebruik) zijn beter dan Vin de pays. Sinds 1963 heeft Italië een soortgelijk systeem, sinds 1970 ook Spanje.
Hoewel de uitzondering de regel bevestigt, kan over het algemeen gezegd worden: hoe kleiner de appellation hoe beter de wijn. Bijvoorbeeld wijn met de AOC Bordeaux kan uit de volledige wijnstreek Bordeaux komen. De Bordeaux wordt onderverdeeld in grote regio's zoals de Médoc. Binnen Haut-Médoc hebben de beste wijnen een zogenaamde gemeente-appellation zoals Pauillac, Margaux en Saint-Estèphe. Vervolgens is er een eregalerij van geklasseerde wijnen, de zogenaamde grands crus. In de Bordeaux is de officiële classificatie in 1855 vastgesteld en werden de beste wijnen, dit gebaseerd op de verkoopprijzen van de voorafgaande jaren, van dat moment in vijf categorieën geplaatst. De wijnen van de hoogste categorie zijn Premier Grand Cru. Voorbeelden hiervan: Château Latour, Château Lafite Rothschild, Château Haut-Brion, Château Margaux en Château Mouton Rothschild.
In de Bourgogne is de waardering juist omgekeerd: daar zijn de wijngaarden geklasseerd, en dus niet de wijnmakers of châteaux. De hoogste classificatie is daar grand cru, terwijl de premier cru een classificatie minder betreft. Bij de officiële classificatie in de Bourgogne in 1861 door het Agricultureel Comité van Beaune is de indeling in het invloedrijke werk Histoire et Statistique de la Vigne des Grands Vins de la Côte-d'Or van Dr Jean Lavallé uit 1855 vrijwel ongewijzigd overgenomen. De indeling in 1861 kende drie klassen waarvan de wijngaarden uit de eerste klasse vrijwel allemaal grand cru werden bij de introductie van de Appellation d'Origine Contrôlée in de jaren dertig.
Voor Franse wijn wordt bijna uitsluitend nog het sap van verse druiven gebruikt. Uitzondering is de vin de paille uit de Jura; na het oogsten worden de druiven een tijd uitgespreid op een laag stro (paille). Door het drogen neemt de concentratie suiker in het sap toe.

### Toegestane druivenrassen voor AOC-wijnen
| Blauwe druivenrassen: - Alicante Bouschet - Bouchales - Carménère - Cabernet franc - Cabernet Sauvignon - Gamay Noir - Malbec - Merlot - Petit verdot - Pinot noir | Witte druivenrassen; - Aligoté - Chardonnay - Colombard - Mauzac - Merlot blanc - Muscadelle - Sauvignon blanc - Sémillon |

## Statistieken
In Frankrijk besloeg het areaal met wijngaarden bijna 800.000 hectare in 2014, dit is gelijk aan 10,5% van het wereldtotaal. Het land kent een relatief hoge opbrengst per hectare en de wijnproductie was in dat jaar gelijk aan 17,3% van het wereldtotaal. De wijnconsumptie was lange tijd het hoogst in de wereld, maar in de laatste twee jaar is het land ingehaald door de Verenigde Staten, waar de consumptie per hoofd nog fors lager is, maar de bevolking wel een veelvoud is in vergelijking tot Frankrijk.
Het areaal is in de periode 2004 tot en met 2014 met zo’n 100.000 hectare gekrompen. Hiervan was alleen al ongeveer 50.000 hectare verdwenen in de wijnregio Languedoc-Roussillon, maar ondanks deze daling is dit de grootste regio gebleven in Frankrijk gemeten naar oppervlakte bedekt met wijnstokken. De Bordeaux staat op de tweede plaats. Voor de productie van Cognac is ongeveer 75.000 hectare gereserveerd en voor Champagne is 34.000 hectare bestemd.
In 2014 lag de wijnconsumptie per hoofd van de Franse bevolking op 42,3 liter. Als mensen jonger dan 14 jaar niet worden meegerekend dan lag de consumptie op 51,1 liter per jaar.
Ondanks de hoge productie is Frankrijk ook een grote importeur van wijn. Per jaar komt er zo’n zes miljoen hectoliter het land binnen, waarbij Spanje veruit de grootste leverancier is. De Franse export is ruim tweemaal groter, gemiddeld zo’n 14 miljoen hectoliter in volumetermen of zo’n 8 miljard euro in waarde. Per saldo leverde de internationale wijnhandel Frankrijk gemiddeld ongeveer 7 miljard euro per jaar op in de periode 2010-2014.
| Jaar | Totaal areaal (x 1000 ha) | Wijnproductie | Productie (hl/ha) | Wijnconsumptie |
| ---- | ------------------------- | ------------- | ----------------- | -------------- |
| 2004 | 889                       | 57.386        | 64,6              | 33.218         |
| 2005 | 895                       | 52.105        | 58,2              | 33.530         |
| 2006 | 888                       | 52.127        | 58,7              | 33.003         |
| 2007 | 867                       | 45.672        | 52,7              | 32.169         |
| 2008 | 857                       | 42.654        | 49,8              | 30.800         |
| 2009 | 836                       | 46.269        | 55,3              | 30.215         |
| 2010 | 818                       | 44.381        | 54,3              | 28.917         |
| 2011 | 796                       | 50.757        | 63,8              | 29.322         |
| 2012 | 792                       | 41.548        | 52,5              | 29.022         |
| 2013 | 793                       | 42.134        | 53,1              | 28.784         |
| 2014 | 792                       | 46.804        | 59,1              | 27.852         |